# Katolska kyrkans lilla katekes
Katolska Kyrkans lilla katekes är en kortfattad version av Katolska kyrkans katekes, där den katolska tron sammanfattas i frågor och svar om vad katolska kyrkan lär. På svenska är den översatt av Lars Cavallin. 